# Дрејк (Северна Дакота)
Дрејк (енгл. Drake) град је у америчкој савезној држави Северна Дакота.

## Демографија
По попису из 2010. године број становника је 275, што је 47 (-14,6%) становника мање него 2000. године.
| Група             | 2000.       | 2010.       |
| Белци             | 321 (99,7%) | 262 (95,3%) |
| Афроамериканци    | 0 (0,0%)    | 0 (0,0%)    |
| Азијати           | 0 (0,0%)    | 0 (0,0%)    |
| Хиспаноамериканци | 1 (0,3%)    | 7 (2,5%)    |
| Укупно            | 322         | 275         |